# 네오리스
네오리스(Neolith, 이전 이름: 이오리스)는 대한민국에 기반을 둔 비디오 게임 회사로, 브레자소프트와 공동 개발한 더 킹 오브 파이터즈 2001과 더 킹 오브 파이터즈 2002: 챌린지 투 얼티밋 배틀을 플레이모어와 공동 개발한 것으로 가장 잘 알려져 있으며, 히든 캐치 시리즈로도 유명하다.

## 역사
이 회사는 1996년 4월 30일 이오리스로 설립되었다. SNK가 파산한 후 더 킹 오브 파이터즈 2001과 더 킹 오브 파이터즈 2002를 개발했다. 이오리스로 출시된 마지막 타이틀은 아케이드 시스템인 타이토 타입 X용 카오스 브레이커였다. 비록 회사는 독립 회사로 설립되었지만, 초기에 금강이 아케이드 게임을 유통했다. 2000년에 G-파크라는 소규모 아케이드 체인을 시작했다. 2000년 6월 7일, 한국 최초의 아케이드 게임 제작사로 코스닥에 등록했다. 비디오 게임 외에도 구제 게임인 엘도라도는 2001년 6월 문화관광부 이달의 게임 상을 수상했으며, 무궁화 꽃이 피었습니다(영문: The roses of Sharon have blossomed, 한국 외에서는 숨바꼭질로 알려짐)는 2001년 11월 이달의 게임 및 2001년 올해의 아케이드 게임 상을 수상했다.
2000년, 전 이오리스 직원이 엠드림을 설립했다. 엠드림은 모바일 게임 개발을 전문으로 했다. 또한 여러 온라인 게임을 개발하고, 다수의 PS2 및 PC 게임을 현지화하여 유통했다. 2002년 11월, 자회사 엠드림 차이나가 설립되었다. 2003년, 이오리스는 엠드림과 합병했고, 최정호가 새로운 CEO가 되었다. 2005년 6월 3일, 이오리스는 넷브레인에 인수되었고, 넷브레인은 나중에 제약 회사인 뉴로테크에 통합되어 철저히 구조조정되었다. 뉴로테크는 2006년 11월 8일 뉴로테크 파마로 이름이 변경되었고, 같은 날 이오리스는 문을 닫았다. 엠드림은 다시 독립 회사가 되어 2007년까지 모바일 게임을 유통하다가 그 또한 문을 닫았다. 엠드림은 문을 닫았지만, 엠드림 차이나는 여전히 활동 중이었으나 2018년에 웹사이트가 사라졌다.
2008년 5월 16일, 회사는 네오리스로 재탄생했고, 이오리스의 잔해에서 형성되었다. 네오리스는 1억 6천만 원의 정부 지원을 받았지만 별다른 성과를 보이지 못했다.

## 게임 목록

### 이오리스/엠드림 시기

#### 클래식 시리즈
- 스크리밍 헌터 (1996)
- 그랑프리 더비 (1997)
- 크사나 (1997)
- 히든 캐치 [한국에서는 틀린 그림 찾기 '98로 알려짐] (1998)
- 아이언 포트리스 (1998)
- 링키 파이프 (1998)
- 퍼즐 킹: 댄스 & 퍼즐 (1998)
- 라쿤 월드 (1998)
- 캔디 캔디 (1999)
- 히든 캐치 2 [한국에서는 틀린 그림 찾기 2로 알려짐] (1999)
- 히든 캐치 2000 [한국에서는 틀린 그림 찾기 2000으로 알려짐] (1999)
- 클론다이크+ (1999)
- 랜드 브레이커 (1999)
- 뮤직 스테이션 (1999)
- 뉴 히든 캐치 [한국에서는 뉴 틀린 그림 찾기 '98로 알려짐] (1999)
- 펜팬 걸스: 스텝1. 마일드 마인드 [일본에서는 리본: 스텝1. 마일드 마인드로 알려짐] (1999)
- 히든 캐치 3 [한국에서는 틀린 그림 찾기 3로 알려짐] (2000)
- 스틸 시 (2000; 무브 제너레이션 개발)
- 포트리스 2 블루 아케이드 (2001)
- 히든 캐치 3 플러스 [한국에서는 틀린 그림 찾기 3 플러스로 알려짐] (2001)
- 더 킹 오브 파이터즈 2001 (2001; SNK 유통) - 브레자소프트와 공동 개발
- 크레이지 워 (2002)
- 더 킹 오브 파이터즈 2002 (2002; 플레이모어 유통) - 플레이모어와 공동 개발
- BnB 아케이드 (2003; 넥슨 개발)
- 버닝 스트라이커 (2003)
- 히든 캐치 무비: 원더풀 데이즈 [한국에서는 틀린 그림 찾기 무비: 원더풀 데이즈로 알려짐] (2003)
- 카오스 브레이커 [플레이스테이션 3에서는 다크 어웨이크: 더 킹 해즈 노 네임으로 알려짐] (2004; 타이토와 공동 개발)
- 스노우 파이터 (2004; 신생 엔터테인먼트 개발)
- X-몬스터 (2004, 취소됨)

#### 리뎀션시리즈
- 댄스 머신 18 [DM 18로도 알려짐] (2000)
- 무궁화 꽃이 피었습니다 [영어: The Roses of Sharon Have Blossomed, 한국 외에서는 숨바꼭질로 알려짐] (2001)
- 드림 슛 (2002)
- 엘도라도 (2002, 미국 스키볼 유통)
- 롤링 블루스 (2002)
- 슈팅 마스터 (2002)
- 앨리스 인 카드랜드 (2003)

#### 모바일 게임
- 2003 폰포코
- 버블보블
- 버블보블 2
- 버니 걸 맞고
- 체인 샷
- 딥 래버린스
- 동급생: 파트 1
- 동급생: 파트 2
- 동급생: 파트 3
- 더블 드래곤
- 퍼스트 그루브
- 피싱 마스터
- 갤러가
- 같은 그림 찾기
- 가디언 스톰 (1998년 아페가 아케이드 게임과 무관)
- 히어로즈: 프라이드 오브 히어로
- 황금의 대륙
- 이끌 미끌 쿵
- 장기 알까기
- 전차로 고! 3D
- 중기 갑보병 X
- 더 킹 오브 파이터즈: 파트 1
- 더 킹 오브 파이터즈: 파트 2
- 링크리 하모니
- 머슴 만들기
- 문 패트롤
- 미스터 드릴러
- 명품 맞고
- 나르실리온
- 뉴 랠리 X
- 팩맨
- 팡 패닉
- 핀볼 드래곤
- 퍼즐 보블
- 퍼즈닉
- 랠리 X
- 링 킹
- 사파리 헌터
- 사무라이 쇼다운: 파트 1
- 슈팅 사커 2002
- 스트리트 파이터 III
- 타짜 고스톱
- 타짜 포커
- 틀린 그림 찾기
- 터치 미
- 웜즈
- 야근 사원 박 대리

### 네오리스 시기
- 컵송 마스터 (2008)
- 팡팡 미니 (2009)
- 척 E's 볼 블라스트 (2009, 팡팡 미니의 척 E. 치즈 버전)
- 히든 캐치 5 [한국에서는 틀린 그림 찾기 5로 알려짐] (2010)
- 트레저 퀘스트 (2011, ICE에서 라이선스)